# 예드바브네 학살

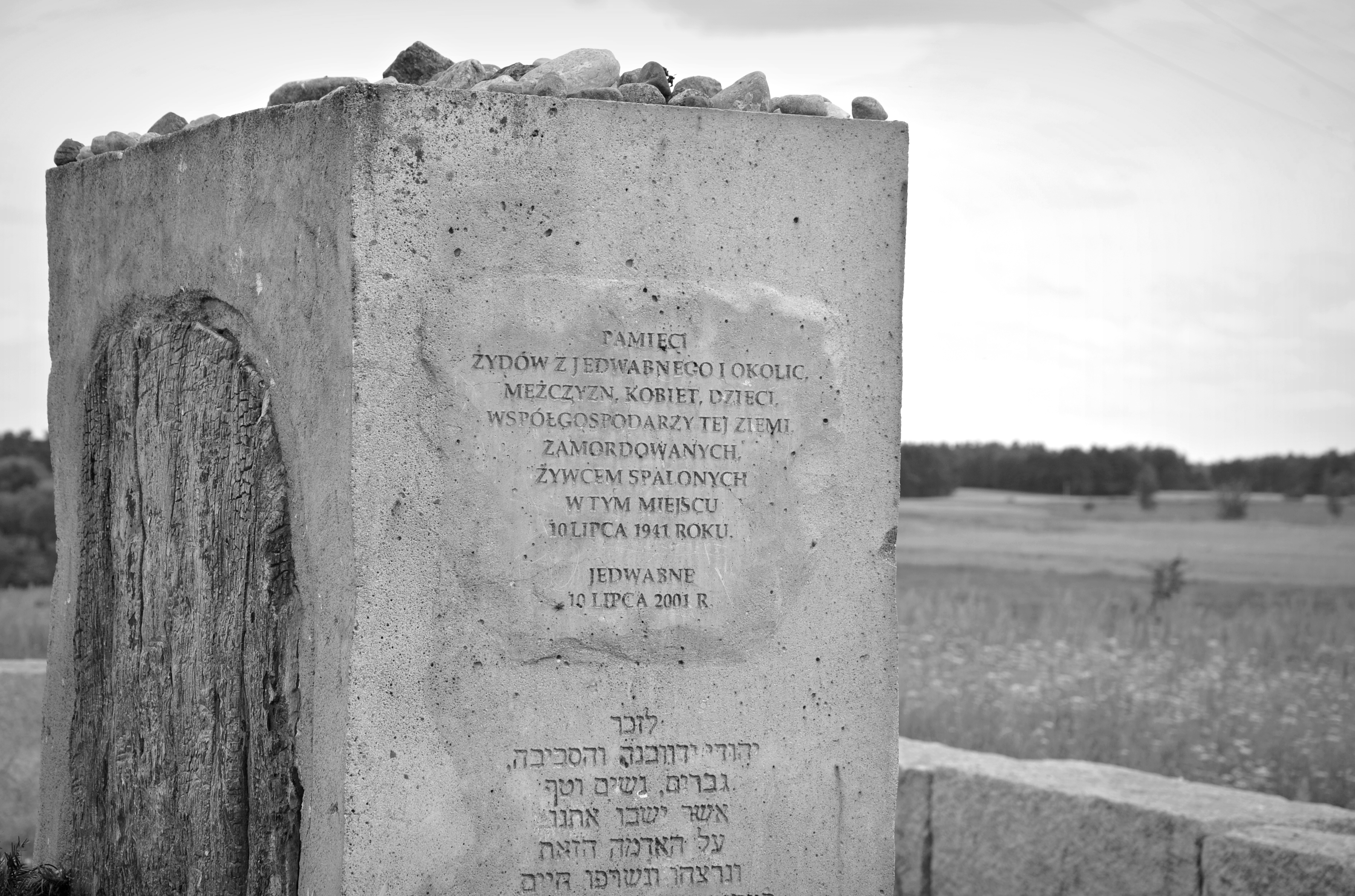

예드바브네 학살(Jedwabne pogrom)은 1941년 7월 10일, 나치 독일이 점령하고 있던 폴란드 예드바브네에서 폴란드인들이 최소 340명의 유대인들을 헛간에 가두고 불을 질러 죽인 사건이다.